# 手負蛇

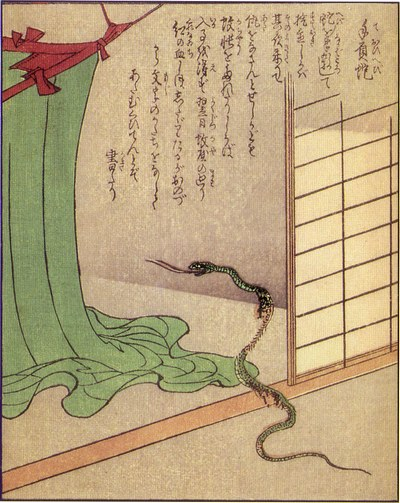
竹原春泉畫《繪本百物語》中的「手負蛇」

手負蛇（ておいへび），是日本江戶時代神怪故事集《繪本百物語》中的一種怪蛇，字面意思是「受傷的蛇」。

## 簡介
根據《繪本百物語》描述，手負蛇是一條喜歡陰暗、性格固執、有仇必報的生物，如果有人令牠受傷，牠一定會想盡辦法報仇。據說牠會在草叢中追蹤仇人，並對其眼睛吹出毒氣，令他中毒生病。如果對方將手負蛇的頭部斬掉，牠的殘軀也會跳進仇人的飯鍋之中，令他食物中毒。書中引述一則來自武藏國的手負蛇怪談，指當地有一條村莊的村民正打算營建一座稻荷神社，在挖掘土地的時候有蛇從地底鑽出，頑皮的小孩們便把這條蛇肢解把玩。村長剛巧看到這個場面，大為驚慌。該晚，村長在睡榻的枕邊感覺到蛇的氣息，大驚之下喚人來趕走怪蛇，可是其他人卻根本看不到有蛇存在。自此之後，村長便長期受病痛所侵，而那些小孩卻絲毫沒受影響。可見那份來自怪蛇的怨念是因村長的恐懼而出現的，只要不懷有恐懼之心，就不會發生這種事情。

## 備註
1. ↑  多田克己編：《絵本百物語 桃山人夜話》第79-81頁，國書刊行會，1997年。ISBN 978-4-336-03948-4。

## 类似
蛇鬼